# Alberto Cecchin
Alberto Cecchin (Feltre, 8 augustus 1989) is een Italiaans voormalig wielrenner.

## Overwinningen
2013
4e etappe Flèche du Sud
Puntenklassement Ronde van Korea
2014
1e etappe deel A Giro della Regione Fiuli Venezia Giulia (ploegentijdrit)
2015
Trofeo Alcide Degasperi
2e etappe Ronde van Midden-Nederland

## Resultaten in voornaamste wedstrijden
|      | \| Jaar \| Ronde van Lombardije \| \| ---- \| -------------------- \| \| 2017 \| opgave \| |
| Jaar | Ronde van Lombardije                                                                       |
| 2017 | opgave                                                                                     |

## Ploegen
- 2013 –  Team Nippo-De Rosa
- 2014 –  Marchiol Emisfero
- 2015 –  Roth-Škoda
- 2016 –  Team Roth
- 2017 –  Wilier Triestina-Selle Italia

Antonini · Bonusi · Cambianica · Cecchin · Filisetti · Franzoi · Lunardon · Nibali · Ocanha · Sedaboni · Vaccher · Vendrame · Zanardini · Borisavljević (stagiair)
Baillifard · Baldo · Belda · Brüngger · Bussard · Cecchin · D'Urbano · Gaday · Janorschke · Jaun · Kohler · Krizek · Marguet · Page · Pasche · Pasqualon · Pires · Stüssi · Thalmann · Toffali · Tomio · Vaccher · Zampilli · Zordan
Amezqueta · Andriato · Belletti · Bertazzo · Busato · Cecchin · Draperi · Ducournau · Fedi · Flórez · Fonzi · Godoy · Kasjavy · Mareczko · Martínez · Mosca · Pozzato · Rodríguez · Trosino · Turrin · Zhupa · Colonna (stagiair) · Marcelli (stagiair) · Raggio (stagiair)